# Cereopsius elongatus
Cereopsius elongatus es una especie de escarabajo longicornio del género Cereopsius,  subfamilia Lamiinae. Fue descrita científicamente por Breuning & de Jong en 1941.
Se distribuye por Indonesia (Java, Sumatra, Borneo). Mide 21 milímetros de longitud.